# アドミニストレイション・ビルディング (ラ・グランデ)
インロー・ホール (Inlow Hall) は、オレゴン州ラ・グランデにある東オレゴン大学のアドミニストレイション・ビルディングであり、1929年に建設された。アメリカ合衆国国家歴史登録財にはアドミニストレイション・ビルディングとして1980年に登録された。